# Aurelio Ermogene
Aurelio Ermogene (latino: Aurelius Hermogenes; fl. 305-310) è stato un politico romano dell'Impero.
Un'iscrizione ritrovata a Troia testimonia il suo incarico di proconsole d'Asia nel 286/305; tra il 30 ottobre 309 e il 28 ottobre 310 fu praefectus urbi di Roma.